# LVDT

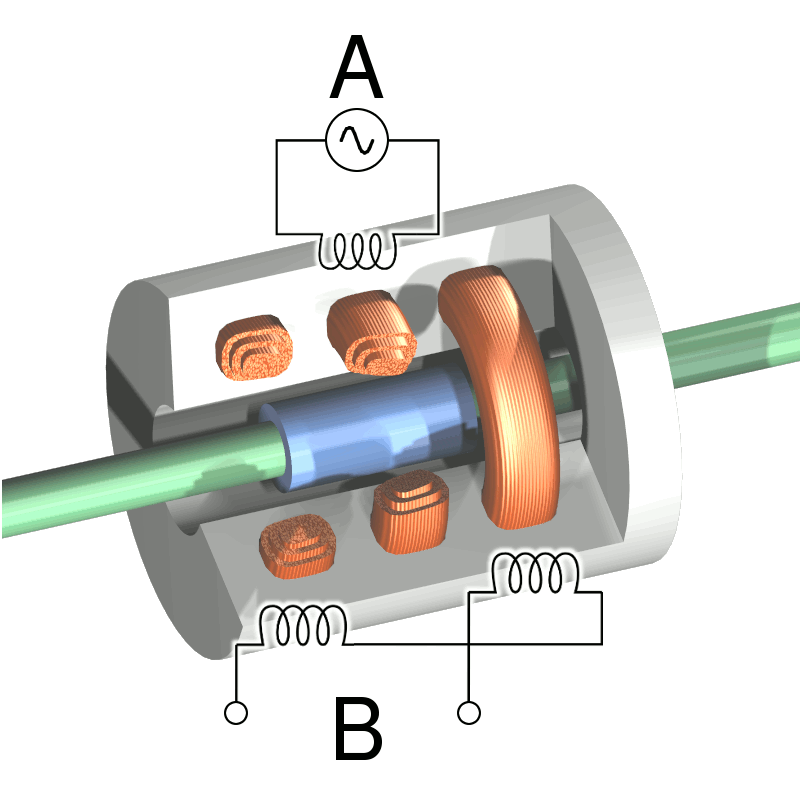
Vista em corte de um LVDT. A corrente é aplicada na bobina primária A, fazendo com que uma tensão seja induzida em cada bobina secundária B

O LVDT (do inglês Linear Variable Differential Transformer ou Transformador Diferencial Variável Linear) é um transdutor para medição de deslocamento linear. O funcionamento desse sensor é baseado em três bobinas e um núcleo cilíndrico de material ferromagnético de alta permeabilidade. Ele dá como saída um sinal linear, proporcional ao deslocamento do núcleo, que está fixado ou em contato com o que se deseja medir.
A bobina central é chamada de primária e as demais são chamadas de secundárias. O núcleo é preso no objeto cujo deslocamento deseja-se medir e a movimentação dele em relação às bobinas é o que permite esta medição.

## Funcionamento
Para esta medição, uma corrente alternada é aplicada na bobina primária, fazendo com que uma tensão seja induzida em cada bobina secundária proporcionalmente à indutância mútua com a bobina primária. A frequência da corrente alternada está geralmente entre 1 e 10 kHz.
De acordo com a movimentação do núcleo, esta indutância mútua muda, fazendo com que as tensões nas bobinas secundárias mudem também. As bobinas conectadas em série reversa, com isso a tensão de saída é a diferença entre as duas tensões secundárias. Quando o núcleo está na posição central, equidistante em relação às duas bobinas secundárias, tensões de mesma amplitude porém opostas são induzidas nestas duas bobinas. Assim, a tensão de saída é zero.
Quando o núcleo é movimentado em uma direção a tensão em uma das bobinas secundárias aumenta enquanto a outra diminui, fazendo com que a tensão aumente de zero para um máximo. Esta tensão está em fase com a tensão primária. Quando o núcleo se move em outra direção, a tensão de saída também aumenta de zero para um máximo, mas sua fase é oposta à fase primária. A amplitude da tensão de saída é proporcional a distância movida pelo núcleo (até o seu limite de curso), sendo por isso a denominação "linear" para o sensor. Dessa forma, a fase da tensão indica o sentido do deslocamento.
Como o núcleo não entra em contato com o interior do tubo, ele pode mover-se livremente, quase sem atrito, fazendo do LVDT um dispositivo de alta confiabilidade. Além disso, a ausência de contatos deslizantes ou girantes permite que o LVDT esteja completamente selado das condições do ambiente.